# Ибн аль-Асир
Иззудди́н Абуль-Ха́сан А́ли ибн Муха́ммад аль-Джазари, известный как Ибн аль-Аси́р (Ибн аль-Атир, Ибн аль-Афир, араб. ابن الأثير‎, курд. Elî îbn Elesîr; 12 мая 1160, Джазират-ибн-Омар, ныне Джизре — 1233 или 1234, Мосул) — известный и влиятельный арабский или курдский историк, биограф, писавший на арабском языке и происходивший из семьи Ибн Асир. Его братья Маджд ад-Дин и Дия ад-Дин занимали важные посты при Зенгидах и Айюбидах.

## Биография
Родился в Месопотамии, в городе Джазират-ибн-Омар, ныне Джизре, где он сначала довольно долго состоял на службе при тамошнем атабеке Дуреддине Арсланшахе, а последние годы, кажется, исключительно занимался научными трудами. Учился в Мосуле, Иерусалиме и Дамаске, сражался с Саладином против крестоносцев, исполнял дипломатические поручения у багдадских халифов. Путешествовал в Аравию, Сирию и Палестину. Изучал историю Центральной Азии. Бо́льшую часть жизни провёл в Мосуле. В доме его сходились лучшие учёные и литераторы того времени; историк Ибн Халликан был его другом.

## Труды
- «История атабеков сирийских» («Ат-тари́х аль-ба́хир фи ад-да́улят аль-атабики́ййа»; араб. التاريخ الباهر في الدولة الاتابكية‎), издана под названием: «Geschichte der Atabekiden» (Гилдбург, 1793); разобрана де Гинем (Guignes) в «Notices et extraits» (т. I); отрывки перевёл Рено.
- «Полный свод всеобщей истории» («Аль-камиль фи т-тари́х»; араб. الكامل في التاريخ‎) — всеобщая история от создания мира до 1230, в ряде глав которой Ибн аль-Асир повествует, в частности, о таких народах, как русы, булгары, аланы, кипчаки, татары (араб. روس‎)[7]; труд издан Торнбергом: «Ibn el Atheri Chronicon» (Лейден и Упсала, 1851—1871); отрывки во французском переводе Рено (Reinaud) при «Histoire des croisades» Мишо (1829) и в «Recueil des historiens des croisades» (изд. академии надписей, 1858, 1887); отрывки в «Hist. de l’Afrique sous la dynastie Aghiabide par Ibn Khaldoun» (Париж, 1841); полные восточные издания: Булак (1872), Каир (1881). В нем, Ибн-Асир, в частности, подробно описывает вторжение монгол в мусульманские страны: «В этом (617-м) году в страны ислама явились татары, большое тюркское племя, места обитания которого горы Тамгаджския, около Китая».[8]
- «Кита́б аль-луба́б» (араб. اللباب في تهذيب الانساب‎) — переделка из «Эс-Семани», отрывки изданы Вюстенфельдом под названием: «Specimen al-Lobabi, sive Genealogiarum» (Геттинген, 1835).
- «Львы леса: знание о сподвижниках пророка Мухаммада» («Асад аль-га́бат фи маари́фат ас-саха́ба»; араб. أسد الغابة في معرفة الصحابة‎) — сведения о 7500 сподвижниках Мухаммеда, издано в Каире (1869).

## Публикации
- Ибн ал-Асир. Ал-Камил фи- та’рих (Полный свод истории) / Пер. и комм. чл.-корр. АН Республики Узбекистан П. Г. Булгакова; Доп. к пер., введ., прим. и комм., указ. Ш. С. Камолиддина. — Ташкент: Узбекистан, 2006. — 560 с. — 3000 экз. — ISBN 5-640-02794-0.